# Андрей Недорост
Андрей Недорост (словац. Andrej Nedorost; 30 квітня 1980, м. Тренчин, ЧССР) — словацький хокеїст, лівий/правий нападник.
Вихованець хокейної школи «Дукла» (Тренчин). Виступав за «Дукла» (Тренчин), «Москітос Ессен», «Пльзень», «Сірак'юс Кранч» (АХЛ), «Колумбус Блю-Джекетс», «Металург» (Магнітогорськ), «Нафтохімік» (Нижньокамськ), ХК «Карлови Вари», «Гамбург Фрізерс», ХК «Мальме», ХК «Шеллефтео», «Слован» (Усті-над-Лабем), «Слован» (Братислава), ХК «Попрад», Беркут Київ, «Іртиш» (Павлодар), «Фельдкірх».
В чемпіонатах НХЛ — 28 матчів (2+3). В чемпіонатах Швеції — 35 матчів (6+8), у плей-оф — 10 матчів (1+3). В чемпіонатах Чехії — 127 матчів (24+26), у плей-оф — 17 матчів (5+2). У чемпіонатах Німеччини — 60 матчів (3+5), у плей-оф — 17 матчів (5+2). У чемпіонатах Словаччини — 90 матчів (25+37), у плей-оф — 26 матчів (8+8).
У складі національної збірної Словаччини провів 24 матчі (3 голи); учасник чемпіонату світу 2001 (4 матчі, 0+0).
Досягнення
- Срібний призер чемпіонату Росії (2004)
- Бронзовий призер чемпіонату України (2012).